# Liorhyssus
Liorhyssus is een geslacht van wantsen uit de familie glasvleugelwantsen (Rhopalidae). Het geslacht werd voor het eerst wetenschappelijk beschreven door Carl Stål in 1870.

## Soorten
Het genus bevat de volgende soorten:

- Liorhyssus eckerleini Göllner-Scheiding, 1976
- Liorhyssus finitoris Grillo & Alayo, 1978
- Liorhyssus flavomaculatus (Signoret, 1859)
- Liorhyssus hessei Göllner-Scheiding, 1976
- Liorhyssus hyalinus (Fabricius, 1794)
- Liorhyssus kaltenbachi Göllner-Scheiding, 1976
- Liorhyssus lineatoventris (Spinola, 1852)
- Liorhyssus natalensis (Stål, 1855)
- Liorhyssus pararubricosus Göllner-Scheiding, 1984
- Liorhyssus rubicundus (Signoret, 1859)
- Liorhyssus rubricosus (Bolivar, 1879)
- Liorhyssus slateri Göllner-Scheiding, 1976